# Agrilus sierrae
Agrilus sierrae es una especie de insecto del género Agrilus, familia Buprestidae, orden Coleoptera.
Fue descrita científicamente por Van Dyke, 1923.